# 060号線 (チェコ)
チェコ国鉄060号線（チェコこくてつぜろろくぜろごうせん）、別名：ポルジーチャニ〜ニンブルク線（チェコ語: Železniční trať Poříčany–Nymburk）は、チェコ国鉄の鉄道線の名称である。
1882年から1883年にかけて、オーストリア国有鉄道の路線としてポルジーチャニ～ニンブルク町間が開業した。ニンブルク町～ニンブルク本駅間が開業したのは1896年。

## 運行形態

### 快速「スピェシニー(Sp)」
- チェスキー・ラーイ号：　プラハ - ニンブルク町 - トゥルノフ　【春・夏の休日運行】
春・夏の休日に一日1往復が運行する。061号線・011号線と直通する。
過去の運行形態
2017年以前は、夏季の年5日を除いて片道1本のみの運行であった。夏季の年5日のみ、チェスキー・ラーイ号として一日1往復運行していた。
2018-21年は、春・夏に一日1往復、秋・冬にプラハ行片道1本の運行であった。
2021年末に、秋・冬の運行を取りやめた。

- 過去の運行系統
シェンベラ号：　ニンブルク → ポルジーチャニ → プラハ
2018年以前に、平日朝に片道1本のみ運行していた。060号線内は各駅に停車していた。2018年末に普通に格下げとなった。
イチーン → ニンブルク → ポルジーチャニ
2017年以前に、平日・休日とも、一日片道1本が運行していた。060号線内は各駅に停車していた。

### 普通
- 毎時1本の運行。上下とも、ポルジーチャニで011号線のプラハ方面・コリーン方面の双方に接続する。平日は、ポルジーチャニ始発の231号線クトナーホラ行が一日1本運行される。
2020年以前は061号線ロジヂャロヴィツェ発ポルジーチャニ行が、平日のみ一日1本運行していた。

### 過去の運行種別
- 特急「リフリーク(R)」
  - フラデチャン号：　プラハ - ニンブルク - フラデツ/トルトノフ
2019 - 24年度に、1-2時間に1本運行していた。ポルジーチャニ以西は011号線に、ニンブルク以東は231号線に直通していた。ニンブルクから、011号線のリベニまでノンストップであった。
2018年度以前、および2025年度以降は、231号線のリサー経由で運行している。

## 駅一覧
以下では、チェコ国鉄060号線の駅と営業キロ、停車列車、接続路線などを一覧表で示す。
- 種別
  - Sp：快速
  - Os：普通
- 停車駅
  - ■印：全列車停車
  - ●印：休日通過

| 路線名 | 駅名                     | 駅間営業キロ | 累計営業キロ | Sp | Os | 接続路線                                                                                        | 所在地         | 所在地       |
| ------ | ------------------------ | ------------ | ------------ | -- | -- | ----------------------------------------------------------------------------------------------- | -------------- | ------------ |
| 060    | ポルジーチャニ駅         | -            | 0.0          | ｜ | ■  | 011号線（コリーン方面、プラハ方面）                                                             | 中央ボヘミア州 | コリーン郡   |
| 060    | トルジェベストヴィツェ駅 | 3.6          | 3.6          | ｜ | ■  |                                                                                                 | 中央ボヘミア州 | ニンブルク郡 |
| 060    | サツカー駅               | 2.4          | 6.0          | ｜ | ■  |                                                                                                 | 中央ボヘミア州 | ニンブルク郡 |
| 060    | ホルジャーテフ駅         | 3.9          | 9.9          | ｜ | ■  |                                                                                                 | 中央ボヘミア州 | ニンブルク郡 |
| 060    | ニンブルク町駅           | 3.8          | 13.7         | ■  | ■  | 061号線（トゥルノフ方面）                                                                       | 中央ボヘミア州 | ニンブルク郡 |
| 060    | ニンブルク本駅           | 2.0          |              |    | ■  | 061号線（イチーン方面）、062号線（ルンブルク方面） 231号線（フラデツ/コリーン方面、プラハ方面） | 中央ボヘミア州 | ニンブルク郡 |